# Horst Rasch
Horst Rasch (* 9. März 1953 in Ober-Mittelebersbach) ist ein deutscher Politiker (CDU). Er war von 1990 bis 2009 Mitglied des Sächsischen Landtags und von 2002 bis 2004 Sächsischer Staatsminister des Inneren.

## Leben
Nach seinem Abitur 1971 an der Kreuzschule Dresden begann Horst Rasch 1973 ein Maschinenbaustudium an der TU Dresden, 1977 schloss er dort mit dem Diplom ab. Von 1977 bis 1989 war Rasch als Problemanalytiker, Systemprogrammierer, Betriebsorganisator und DV-Projektierungsleiter in verschiedenen DDR-Betrieben tätig. Ab 1990 war er Presseamtsleiter und Pressesprecher des Oberbürgermeisters in Dresden. Seit 2009 arbeitet Rasch nach Aufgabe des Landtagsmandats als freiberuflicher Ingenieur.
1992 bis 2002 war Rasch Vorsitzender des Kuratoriums der Sächsischen Landeszentrale für politische Bildung und Vorsitzender des „Fördervereins Dresdner Kreuzchor e. V.“ Seit 2005 Vorsitzender des Kuratoriums der Stiftung Dresdner Kreuzchor - Förderstiftung.
Horst Rasch ist evangelisch-lutherischen Bekenntnisses, verheiratet und hat zwei Kinder.

## Politik
Bis 1989 parteilos, gelangte Rasch schließlich 1990 über seine Mitgliedschaft in der Bürgerrechtsbewegung „Demokratischer Aufbruch“ in die CDU. Von 1991 bis 2005 war Rasch CDU-Kreisvorsitzender im Landkreis Riesa-Großenhain und zwischenzeitlich auch Mitglied des CDU-Landesvorstandes.
Horst Rasch war von 1990 bis 2009 Mitglied des sächsischen Landtages (Wahlkreis 38 - Riesa-Großenhain 2). Vom 2. Mai 2002 bis zum 10. November 2004 war er Sächsischer Staatsminister des Inneren. In der 4. Legislaturperiode (2004–2009) war Rasch Vorsitzender im Ausschuss für Wirtschaft, Arbeit und Verkehr, stellvertretender Vorsitzender im Ausschuss für Geschäftsordnung und Immunitätsangelegenheiten sowie Mitglied im 1. Untersuchungsausschuss der 4. Wahlperiode zur Sachsen LB. Bei der Landtagswahl 2009 trat Rasch nicht mehr als Kandidat an und schied somit aus dem Landtag aus.